# Кажимеж Айдукевич
Кажѝмеж Айдукѐвич (на полски: Kazimierz Ajdukiewicz) е полски философ, логик, семантик, професор, представител на Лвовско-Варшавската философска школа, преподавател в Лвовския, Познанския и Варшавския университет, ректор на Познанския университет (1948 – 1952), член на Полската академия на знанията и Полската академия на науките, капитан от Полската войска.

## Трудове
- Z metodologii nauk dedukcyjnych (1921)
- Główne zasady metodologii nauk i logiki formalnej (1928)
- O stosowalności czystej logiki do zagadnień filozoficznych (1934)
- Logiczne podstawy nauczania (1938)
- Zagadnienia i kierunki filozofii (1949)
- Język i poznanie (т. 1 – 2, 1960, 1965) – сборник с трудове
  - The Scientific World-Perspective and Other Essays (1977) – превод на английски език
- Logika pragmatyczna (1965)